# Liste der Senatoren der Vereinigten Staaten aus Minnesota
Die Liste der Senatoren der Vereinigten Staaten aus Minnesota enthält alle Personen, die jemals für diesen Bundesstaat dem US-Senat angehörten, nach den Senatsklassen sortiert. Dabei zeigt eine Klasse, wann dieser Senator wiedergewählt wird. Die Wahlen der Senatoren der class 1 fanden im Jahr 2024 statt, die Senatoren der class 2 wurden zuletzt im November 2020 wiedergewählt.

## Klasse 1

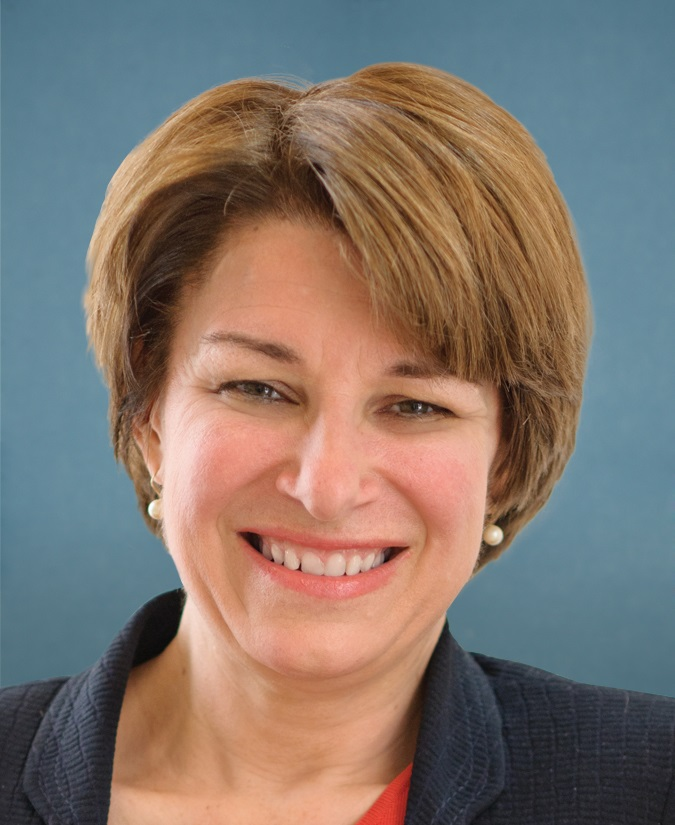
Amy Klobuchar

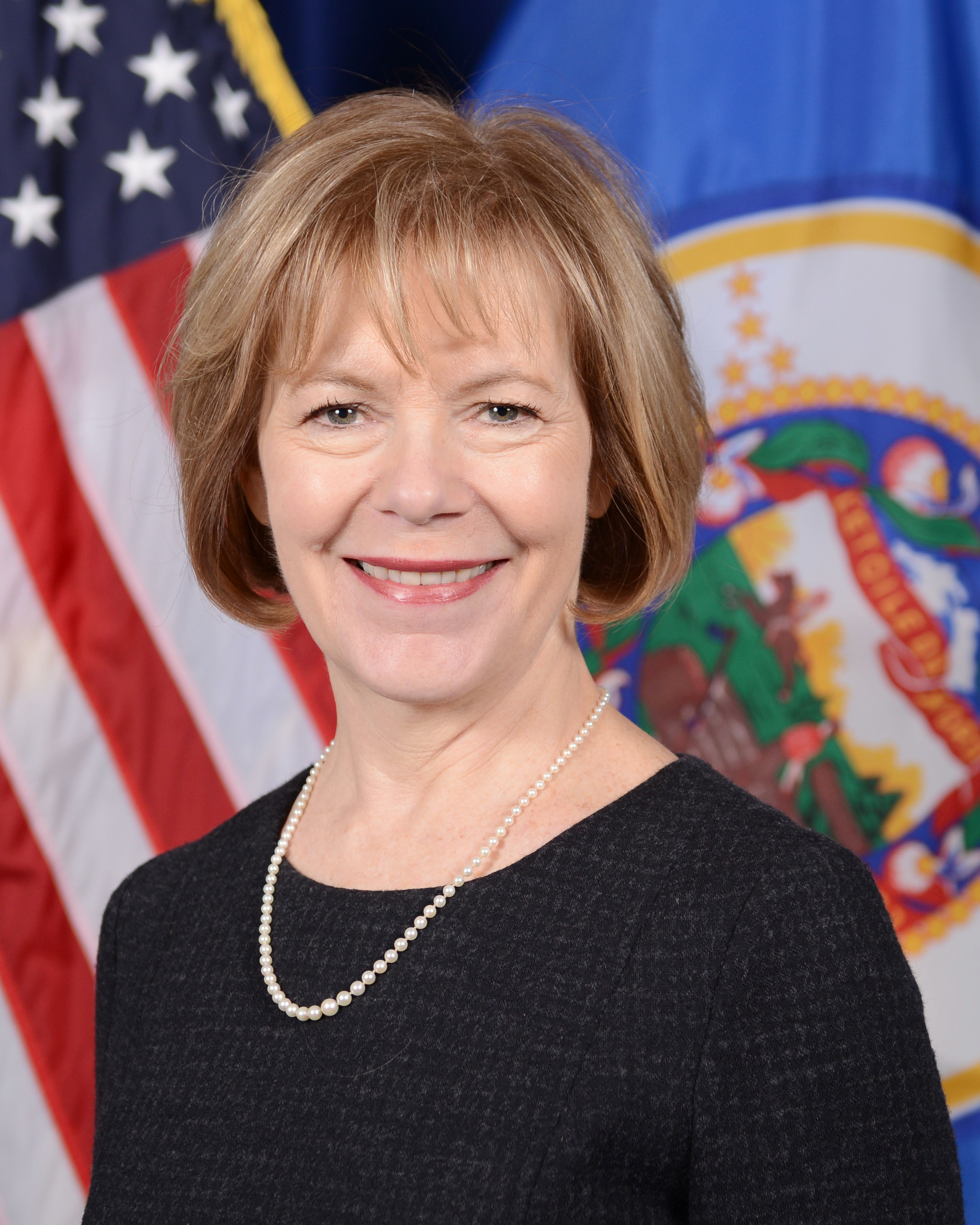
Tina Smith

Minnesota ist seit dem 11. Mai 1858 US-Bundesstaat und stellte bis heute 16 Senatoren der class 1 im Kongress.
| Name                           | Amtszeit  | Partei                        | Lebensdaten                         |
| ------------------------------ | --------- | ----------------------------- | ----------------------------------- |
| Henry Mower Rice               | 1858–1863 | Demokrat                      | 29. November 1816–15. Januar 1894   |
| Alexander Ramsey               | 1863–1875 | Republikaner                  | 8. September 1815–22. April 1903    |
| Samuel James Renwick McMillan  | 1875–1887 | Republikaner                  | 22. Februar 1826–3. Oktober 1897    |
| Cushman Kellogg Davis          | 1887–1900 | Republikaner                  | 16. Juni 1838–27. November 1900     |
| Charles Arnette Towne          | 1900–1901 | Demokrat                      | 21. November 1858–22. Oktober 1928  |
| Moses Edwin Clapp              | 1901–1917 | Republikaner                  | 21. Mai 1851–6. März 1929           |
| Frank Billings Kellogg         | 1917–1923 | Republikaner                  | 22. Dezember 1856–21. Dezember 1937 |
| Henrik Shipstead1              | 1923–1947 | Farmer-Labor Party            | 8. Januar 1881–26. Juni 1960        |
| Edward John Thye               | 1947–1959 | Republikaner                  | 26. April 1896–28. August 1969      |
| Eugene Joseph McCarthy         | 1959–1971 | Democratic-Farmer-Labor Party | 29. März 1916–10. Dezember 2005     |
| Hubert Horatio Humphrey        | 1971–1978 | Democratic-Farmer-Labor Party | 27. Mai 1911–13. Januar 1978        |
| Muriel Fay Buck Humphrey Brown | 1978      | Democratic-Farmer-Labor Party | 20. Februar 1912–20. September 1998 |
| David Ferdinand Durenberger    | 1978–1995 | Republikaner                  | 19. August 1934–31. Januar 2023     |
| Rodney Dwight Grams            | 1995–2001 | Republikaner                  | 4. Februar 1948–8. Oktober 2013     |
| Mark Brandt Dayton             | 2001–2007 | Democratic-Farmer-Labor Party | * 26. Januar 1947                   |
| Amy Jean Klobuchar             | seit 2007 | Democratic-Farmer-Labor Party | * 25. Mai 1960                      |

1Shipstead war ab 1941 für die Republikanische Partei im Senat.

## Klasse 2
Minnesota stellte bis heute 25 Senatoren der class 2, von denen einer, Joseph Ball, zwei und einer, William Windom, drei nicht unmittelbar aufeinander folgende Amtszeiten absolvierte.
| Name                     | Amtszeit  | Partei                        | Lebensdaten                           |
| ------------------------ | --------- | ----------------------------- | ------------------------------------- |
| James Shields            | 1858–1859 | Demokrat                      | 10. Mai 1810–1. Juni 1879             |
| Morton Smith Wilkinson   | 1859–1865 | Republikaner                  | 22. Januar 1819–4. Februar 1894       |
| Daniel Sheldon Norton    | 1865–1870 | Republikaner                  | 12. April 1829–13. Juli 1870          |
| William Windom           | 1870–1871 | Republikaner                  | 10. Mai 1827–29. Januar 1891          |
| Ozora Pierson Stearns    | 1871      | Republikaner                  | 15. Januar 1831–2. Juni 1896          |
| William Windom           | 1871–1881 | Republikaner                  | 10. Mai 1827–29. Januar 1891          |
| Alonzo Jay Edgerton      | 1881      | Republikaner                  | 7. Juni 1827–9. August 1896           |
| William Windom           | 1881–1883 | Republikaner                  | 10. Mai 1827–29. Januar 1891          |
| Dwight May Sabin         | 1883–1889 | Republikaner                  | 25. April 1843–22. Dezember 1902      |
| William Drew Washburn    | 1889–1895 | Republikaner                  | 14. Januar 1831–29. Juli 1912         |
| Knute Nelson             | 1895–1923 | Republikaner                  | 2. Februar 1843–28. April 1923        |
| Magnus Johnson           | 1923–1925 | Farmer-Labor Party            | 19. September 1871–13. September 1936 |
| Thomas David Schall      | 1925–1935 | Republikaner                  | 4. Juni 1878–22. Dezember 1935        |
| Elmer Austin Benson      | 1935–1936 | Farmer-Labor Party            | 22. September 1895–13. März 1985      |
| Guy Victor Howard        | 1936–1937 | Republikaner                  | 28. November 1879–20. August 1954     |
| Ernest Lundeen           | 1937–1940 | Farmer-Labor Party            | 4. August 1878–31. August 1940        |
| Joseph Hurst Ball        | 1940–1942 | Republikaner                  | 3. November 1905–18. Dezember 1993    |
| Arthur Emanuel Nelson    | 1942–1943 | Republikaner                  | 10. Mai 1892–11. April 1955           |
| Joseph Hurst Ball        | 1943–1949 | Republikaner                  | 3. November 1905–18. Dezember 1993    |
| Hubert Horatio Humphrey  | 1949–1964 | Democratic-Farmer-Labor Party | 27. Mai 1911–13. Januar 1978          |
| Walter Frederick Mondale | 1964–1976 | Democratic-Farmer-Labor Party | 5. Januar 1928–19. April 2021         |
| Wendell Richard Anderson | 1976–1978 | Democratic-Farmer-Labor Party | 1. Februar 1933–17. Juli 2016         |
| Rudolph Ely Boschwitz    | 1978–1991 | Republikaner                  | * 7. November 1930                    |
| Paul David Wellstone     | 1991–2002 | Democratic-Farmer-Labor Party | 21. Juli 1944–25. Oktober 2002        |
| Dean Malcolm Barkley     | 2002–2003 | Independence Party            | * 31. August 1950                     |
| Norman Bertram Coleman   | 2003–2009 | Republikaner                  | * 17. August 1949                     |
| Alan Stuart Franken      | 2009–2018 | Democratic-Farmer-Labor Party | * 21. Mai 1951                        |
| Tina Flint Smith         | seit 2018 | Democratic-Farmer-Labor Party | * 4. März 1958                        |